# Patricio de la Escosura Morrogh
Patricio de la Escosura Morrogh (* 5. November 1807 in Madrid; † 22. Januar 1878 ebenda) war ein spanischer Politiker, Journalist, Dramatiker, romantischer Schriftsteller, Kritiker und Diplomat.

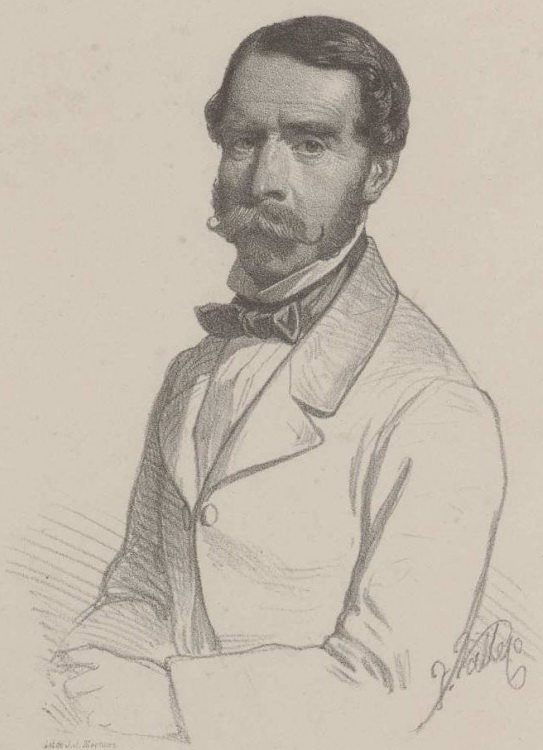
Patricio de la Escosura Morrogh, 1854.

## Leben
Patricio de la Escosura Morrogh war der Sohn von Ana Morrogh Wolcott und Jerónimo de la Escosura y López de Porto (* 1774; † 1855) sowie der Bruder des Journalisten Narciso de la Escosura und des Ingenieurs Luis de la Escosura y Morrogh.
Patricio de la Escosura Morrogh besuchte das Colegio San Mateo, das von dem liberalen Priester Alberto Lista betrieben wurde. Mit seinen Mitschülern und Freunden José de Espronceda und Ventura de la Vega bildete er Los Numantinos (1823–1825), die den Vorsatz fassten, die Hinrichtung von Rafael del Riego zu rächen und Ferdinand VII. zu stürzen. Ihr Ansinnen wurde den Behörden angezeigt und die Verschwörer 1825 vor Gericht gestellt und aus Spanien ausgewiesen. Patricio de la Escosura Morrogh kehrte 1826 nach Spanien zurück und wurde Kadett an der Academia de Artillería de Segovia. Als Militär wurde er von 1833 bis 1840 beim ersten Karlistenkrieg unter Luis Fernández de Córdova eingesetzt. Er war Mitglied von Parnasillo, einer Literaten-Tertulia, die sich im Café del Príncipe in Madrid traf. Mit Federico de Madrazo y Kuntz verlegte er ab 1835 El Artista, eine Romantik-Zeitschrift.
Als Parteigänger von Maria Christina von Neapel-Sizilien und Gegner von Baldomero Espartero wurde er 1840 erneut aus Spanien ausgewiesen. Nachdem Espartero 1843 als Regent gestürzt worden war, kehrte Patricio de la Escosura Morrogh nach Spanien zurück und wurde Mitglied der Partido Moderado. 
Im Regierungskabinett von Ramón María Narváez war er 1843 als gemäßigter Liberaler Minister. Später wurde er Mitglied der Partido Progresista und nach der Revolution von 1854 war er von Juli 1854 bis Juli 1856 als Minister ein Regierungsmitglied im Bienio Progresista. Am 13. März 1855 wurde Escosura zum außerordentlichen Gesandten und Ministre plénipotentiaire in Portugal ernannt. Er verließ Madrid am 24. Mai 1855, erreichte am 28. Mai 1855 Sevilla und kam am 16. Juni 1855 in Lissabon an. Dort wurde er von Peter V. empfangen.
Anlässlich einer Regierungsumbildung wurde Escosura im Januar 1856 Innenminister im Kabinett des Ministerpräsidenten Espartero. Nach seiner am 10. Juli erfolgten Rückkehr von einer Reise nach Kastilien zur persönlichen Untersuchung der dort stattgefundenen Unruhen verfasste Escosura eine Denkschrift, in der sich nachzuweisen bemühte, dass dieser Aufruhr nur den Intrigen der verbündeten Anhänger der Königinmutter Maria Christina, der Karlisten und der sog. Konservativen zuzuschreiben sei. Zugleich verlangte er, dass die Cortes einberufen, die neu ausgearbeitete demokratische Verfassung schnell proklamiert und die Jesuiten des Landes verwiesen würden. Der Veröffentlichung dieser Schrift als Dekret widersetzte sich im Ministerrat nur Leopoldo O’Donnell, indem er zugleich den Rücktritt Escosuras forderte. Bei dem so offen im Kabinett ausgebrochenen Zwiespalt wurde der Königin Isabella II. die Wahl zwischen Escosura und O’Donnell anheimgestellt. Als Isabella sich gegen Escosura entschied, trat dieser wie sämtliche andere Minister zurück, und O’Donnell bildete am 14. Juli 1856 als nunmehriger Ministerpräsident ein neues Kabinett. Dies bedeutete das Ende des Bienio Progresista.
Leopoldo O’Donnell schuf 1862 für Patricio de la Escosura Morrogh den Posten des Comisario Regio de Filipinas (Regierungskommissars für die Philippinen), mit einem Jahresgehalt von 200.000 Peseten und weiteren Bezügen. 1866 wurde für die Unión Liberal Abgeordneter im Congreso de los Diputados. Verglichen mit seiner Bedeutung während der Revolution von 1854 war sein Wirken im Sexenio Revolucionario nachrangig. Von Juli 1872 bis 1874 war er Gesandter in Berlin.
Auf dem schriftstellerischen Gebiet verfasste er historische Romane, Gedichte und Dramen.